# Tamumassivet
Tamumassivet är en stor utslocknad undervattensvulkan i Stilla havet, 1 600 km öster om Japan. Den är 3 500 meter hög över omgivande havsbotten och 310 000 kvadratkilometer stor. Därmed är det den största kända vulkanen på jorden, lika stor som Storbritannien och Irland tillsammans. Eventuellt är den även solsystemets största vulkan eftersom den kan vara större än Olympus Mons på Mars. Den har fått sitt namn efter Texas A&M University eftersom det är forskare därifrån som undersökt vulkanen och funnit att det rör sig om en enda stor vulkan och inte många små vulkaner.